# Les Noces
Les Noces (em português:  As Núpcias; em russo:  Свадебка) é um balé com cantores (cantata dançada) de Ígor Stravinski. Estreou em 13 de junho de 1923 pela Ballets Russes no Théâtre de la Gaîté-Lyrique, com coreografia de Bronislava Nijinska e condução por Ernest Ansermet.
Descrevendo a preparação duma festa camponesa de casamento típica da Rússia, a obra combina o folclore russo, ritmos irregulares, a sensibilidade modernista ou cubista. Está dividida em duas partes, quatro cenas: na primeira parte, a bênção da noiva (ou, na casa da noiva), a bênção do noivo (ou, na casa do noivo) e a saída da noiva; na segunda parte, a festa de casamento.
Les Noces marca a transição do período russo para o neoclássico de Stravinski. Sua música influenciou diversos artistas contemporâneos.

## Música
Stravinski começou a compor em 1913, sob comissão de Sergei Diaguilev. Escreveu o libreto por conta própria a partir de letras de canções russas de casamento coletadas por Pyotr Kireevsky (1911). As partituras para voz foram completadas na Suíça em meados de 1917. Durante seu desenvolvimento, a orquestração foi alterada dramaticamente. Foi primeiramente concebida para uma orquestra sinfônica estendida de 150 instrumentos similar a usada em A Sagração da Primavera, passou por diversas variações, incluindo a adição de uma pianola, cimbalons e um harmônio. Terminada em 1919, essa versão da obra só estreou em 1981 em Paris, conduzida por Pierre Boulez. Entretanto, essa versão foi abandonada. A estrutura final foi finalmente montada em torno de 1921, resultando em soprano, mezzosoprano, tenor, baixo, coral misto, e dois grupos de instrumentos de percussão, e quatro pianos.
A influência da música de Les Noces é identificada em obras de Philip Glass, John Adams (Short Ride in a Fast Machine), George Antheil (Ballet mecanique), Carl Orff (Carmina Burana) e Leonard Bernstein (West Side Story). Por exemplo, em Carmina Burana também se destaca o coral, uma percussão rica na orquestra e harmonias que seguem os ritmos acentuados das vozes. Melodias extensas são substituídas por formas básicas que geram efeitos de abandono repentino.

## Dança
Bronislava Nijinska havia retornado à Paris após permanecer na Rússia de 1914 a 1921, com planos de desenvolver ideias encubadas em Kiev. A religiosidade do contexto da cerimônia de casamento está presente durante a apresentação; os dançarinos parecem abstraídos, e não fazem contato visual com a plateia.